# Amedeo Montemaggi
Amedeo Montemaggi (Rimini, 27 gennaio 1923 – Rimini, 10 luglio 2011) è stato uno storico, saggista e giornalista italiano.

## Biografia
Di famiglia socialista (il padre ferroviere fu oggetto di persecuzione politica da parte fascista), completò gli studi al Liceo Classico "Caio Giulio Cesare" di Rimini, dove si guadagnò la stima del preside Arduino Olivieri. Rimasto orfano all'ultimo anno di liceo, dovette occuparsi della famiglia e cominciò a collaborare con il corrispondente locale de "il Resto del Carlino" Pier Alberto Boldrini, che, spesso lontano, gli affidò l'incarico di sostituirlo nella conduzione della redazione. Nel 1943 divenne titolare della redazione, ma un articolo dei primi di settembre sugli "amori" riccionesi di Mussolini con Claretta Petacci gli provocò il licenziamento dal giornale e un tentativo di processo per antifascismo, subito bloccato da Giorgio Pini, biografo del duce, direttore de “il Resto del Carlino” e sottosegretario nella Repubblica di Salò, il quale salvò oltre a Montemaggi anche Guglielmo Zucconi. In questo periodo si avvicinò agli ambienti dell'antifascismo comunista e strinse amicizia con i principali rappresentanti locali; inoltre frequentò assiduamente il filosofo Galvano Della Volpe durante il suo soggiorno a Rimini.
In seguito ai bombardamenti che distrussero Rimini nel 1943 e 1944 si trasferì con la famiglia a San Giovanni in Galilea, dove, in contatto con esponenti partigiani, diffuse gli ideali della Resistenza. Tornò a Rimini dopo la Liberazione (21 settembre 1944) dove lavorò dapprima come interprete presso uno squadrone di bombardieri americani di stanza all'aeroporto di Miramare, poi con il comando inglese. Ebbe così modo di ascoltare musica e di leggere libri fino ad allora proibiti in Italia e di conoscere la cultura americana.
Progressivamente si allontanò anche dall'ideologia comunista, mantenendo però, oltre che l'amicizia degli ex compagni, una salda coscienza democratica e repubblicana, manifestatasi in occasione del referendum istituzionale del 1946.
Nel primo dopoguerra riprese gli studi universitari e si laureò in Lettere Classiche all'Università di Bologna con una tesi stilistica su Italo Svevo ricevendo l'applauso del suo relatore, prof. Carlo Calcaterra. Nello stesso periodo iniziò a collaborare con Cronache di Enzo Biagi, con L'Europeo di Arrigo Benedetti e con Oggi di Edilio Rusconi, per i quali tradusse alcuni classici americani tra cui Erskine Caldwell, Ernest Hemingway e Thomas Wolfe.
La necessità di mantenere la famiglia lo spinse all'insegnamento a cui si dedicò con passione, ideando e sviluppando metodi pedagogici innovativi. Inoltre promosse altre attività, come il Circolo Goliardico (1953) ed il giornale satirico e di cronaca rosa Il Goliardo, fu segretario della "Rimini Calcio" nel 1949-1950 e segretario della prima fiera alberghiera (1949). Ideò ed organizzò nel 1948 il Circolo del Cinema riminese, antesignano di un fortunato e frequentatissimo cineforum, e tenne conferenze di fotografia e musica Jazz.

### Il Resto del Carlino
Tornò a collaborare con il Resto del Carlino e, nel 1955, divenne corrispondente ufficiale da Rimini; su mandato del direttore Giovanni Spadolini iniziò ad organizzare la redazione della "Pagina di Rimini", nata ufficialmente nel 1957. Recatosi nello stesso anno in Russia per il Festival della Gioventù, le sue fotografie, documento unico del dopo Stalin, furono pubblicate nel libro di Tommaso Fiore Al paese di Utopia).
Sotto la sua direzione e con la collaborazione di Luigi Pasquini, di Duilio Cavalli e del fotografo Davide "Dino" Minghini, la redazione del Carlino di Rimini divenne una palestra per molti giornalisti tra cui Italo Cucci, Giuseppe Bonura, Gianni Bezzi, Antonio Montanari, Achille D'Amelia ed altri, ai quali in estate si aggiungevano i "bolognesi" Giancarlo Mazzuca e Marco Leonelli, in seguito diventati direttori del giornale.
Divenne corrispondente, anche attraverso interposta persona, dei maggiori quotidiani come il Corriere della Sera e La Stampa, nonché della RAI delle Agenzie ANSA e Reuters.
Pur amico fin dal tempo dell'attività antifascista di gran parte della élite politica riminese si connotò per una decisa opposizione all'amministrazione comunale, in virtù del suo personale convincimento democratico che vedeva compromesso dal comunismo sovietico. L'amore per la città natale ispirò molte campagne di stampe, tra cui la battaglia per l'istituzione del Tribunale a Rimini e quella per lo spostamento del carcere dal castello malatestiano ad una nuova costruzione fuori dall'abitato.
Approfittò della sua posizione di capo pagina per organizzare e dare visibilità a varie iniziative culturali: come consigliere dell'Azienda di Soggiorno ideò il premio “Viaggio di nozze a Rimini città di Francesca”, in collaborazione con i più importanti settimanali femminili dei paesi scandinavi, e favorì la pubblicazione del giornale “Rimini Riviera" con cui l'Azienda inviava informazioni in tutto il mondo. Contribuì alla creazione dell'Associazione Giornalisti e Scrittori Riminesi, organizzò il “Premio Rimini” per i riminesi illustri, il ”Premio Mario Fabbri” per gli studenti delle scuole superiori, la “Festa della stampa” al Grand Hotel ed altro. Impose all'attenzione nazionale ed internazionale “L'isola delle Rose”, piattaforma costruita dall'ing. Rosa appena al largo della costa, ma dopo le famose sei miglia che delimitavano la zona territoriale marina di sovranità italiana; pubblicò articoli progressivamente sempre più favorevoli all'impresa, tanto da ispirare un personaggio del romanzo di Walter Veltroni “L'isola delle Rose”.
Sempre negli anni sessanta, attraversando la valle del Marecchia, rimase affascinato dai suoi paesaggi e dalla sua storia e per alcuni anni, insieme con lo storico locale don Amedeo Potito, la percorse in ogni direzione scattando migliaia di diapositive: da ciò scaturirono non solo articoli sul "Carlino", ma specifiche pubblicazioni (Conoscere la Valmarecchia, 1978 e Pianeta Valmarecchia, 1990).
Nel 1975 lasciò di propria iniziativa Il Resto del Carlino, suscitando una reazione ostile da parte dei vertici felsinei, per dedicarsi all'insegnamento ed agli studi storici.

### Attività come storico
Già nel 1959 rintracciò per primo all'Imperial War Museum di Londra le fotografie scattate dall'esercito britannico durante i combattimenti del 1944-1945 in Romagna, propiziandone l'acquisizione da parte della Biblioteca Civica Gambalunga di Rimini. Negli anni sessanta, con il sostegno di Spadolini, iniziò la pubblicazione sulla pagina riminese di “Cronache di vent'anni fa”, interviste ai protagonisti del periodo bellico di ogni parte politica. Da qui presero l'avvio le ricerche successive che, partendo dalla Linea Gotica, si allargarono a tutti gli avvenimenti della 2ª guerra mondiale in Italia e che furono la sua attività primaria per il resto della sua vita. In questo periodo collaborò anche con don Amedeo Potito negli studi storici sulla Valmarecchia.
Nel 1975 il Governo canadese aveva promosso un grande pellegrinaggio ai campi di battaglia canadesi ed ai cimiteri di guerra al quale partecipavano, con gli altri veterani, i tre generali che avevano sfondato la Linea Gotica: Eedson L.M. Burns, Bertram Hoffmeister e Christopher Vokes. Montemaggi ne approfittò per approfondire, con interviste ai protagonisti, i suoi studi sui terribili combattimenti che si erano svolti nel 1944 sul territorio locale.
Nel 1979 organizzò per il Comune di Rimini una grande mostra storica, inaugurata dal presidente della Camera dei deputati Nilde Iotti, in cui furono esposte le foto da lui reperite negli archivi militari inglesi e tedeschi, armi utilizzate nell'offensiva e cartine esplicative. Per l'evento realizzò anche uno dei primi documentari inerenti alla guerra nel territorio romagnolo. Dal catalogo della mostra prese avvio il suo primo importante libro “Offensiva della Linea Gotica” (1980) che lo mise in contatto con veterani di ogni parte che gli testimoniarono le loro esperienze e collaborarono in seguito con lui.
Nel 1994 fondò il Centro Internazionale di Documentazione “Linea Gotica” che, punto nodale di riferimento per la conoscenza degli eventi bellici, raccoglie tuttora il suo vastissimo archivio, le sue pubblicazioni nonché i numerosissimi testi e i documenti consultati.
Volle ricordare poi i suoi ideali di gioventù, non dimenticando l'eroismo e il sacrificio di chi aveva rischiato la vita contro l'occupazione nazifascista e dedicò un commosso omaggio ai Tre Martiri, “16 agosto 1944”, un'opera di ricostruzione dei fatti che portarono alla barbara esecuzione dei tre giovani partigiani riminesi.
Fu invitato come relatore a numerosi convegni in Italia e all'estero, scrisse articoli per autorevoli giornali (quelli su Storia Illustrata gli fecero vincere nel 1984 il Premio Sestino il cui presidente, sen. Paolo Emilio Taviani gli pubblicherà quattro importanti monografie sulla rivista Civitas); fu consulente storico di un apprezzato documentario sull'offensiva del 1944 trasmesso dal canale TV History Channel. Per ricordare i caduti della Linea Gotica e promuovere la cultura della pace e l'amicizia tra gli ex-nemici promosse la posa di lapidi, la costruzione di monumenti (Tavullia, Gemmano, San Savino), guidò studiosi, veterani, allievi di Scuole Militari italiane, inglesi, canadesi sui campi di battaglia. Tra questi anche il principe e gran maestro del Sovrano Militare Ordine di Malta Frà Matthew Festing che, colpito dal lavoro da lui svolto, lo insignì della "Croce di ufficiale pro merito melitensi".
La sua attività di storico non si fermò alla II Guerra mondiale, ma lo portò ad approfondire altri aspetti della storia di Rimini: in particolare nel 1987 incontrò a Kassel un veterano tedesco che gli parlò della “Bolla d'oro di Rimini” con la quale l'imperatore Federico II di Svevia affidava nel 1226 all'Ordine Teutonico il compito di “cristianizzare” i paesi dell'est europeo. Su questo avvenimento, molto importante per la nascita dello Stato tedesco, ma sconosciuto a Rimini, scrisse una monografia e il Gran Maestro dell'Ordine Teutonico Arnold Othmar Wieland gli conferì la “Ordo Teutonicus Cruce Imagine Pro Meritis”.

## Visione storica
La tragica esperienza della guerra vissuta personalmente, la percezione che i fatti svoltisi in Romagna fossero straordinari e l'innato interesse per la storia lo avevano spinto ad approfondire gli eventi sotto vari punti di vista, cercando nello stesso tempo di raccogliere testimonianze di chi aveva assunto un ruolo nelle vicende belliche.
La sua attività lo spinse ad approfondire, sotto tutti i punti di vista e in particolare quello politico e militare, la guerra nella penisola, dedicandosi specialmente alla ricostruzione puntuale dell'offensiva della Linea Gotica (Battaglia di Rimini, o "Offensiva estiva" di Alexander o "Battaglia degli Appennini" di Kesselring) nell'estate-autunno 1944, di cui ha analizzato i vari aspetti, riscoprendone e sottolineandone l'importanza epocale nel quadro della politica nazionale e internazionale.
Le sue tesi, che si imperniano sull'assioma che la vera strategia non è concepibile senza una base politica, mettono in rilievo come l'andamento della campagna d'Italia fosse influenzata dalla important divergence fra le Grandi Strategie americana e britannica, nonché dagli obiettivi della politica russa per il controllo del Mediterraneo da cui - secondo il Premier Sir Winston Churchill - dipende il controllo del Mondo Occidentale. Demolì la teoria, basata sull'erroneo concetto di un egual numero di divisioni contrapposte, che le battaglie sulla Linea Gotica servissero solo per tenere impegnate le forze tedesche.
Dimostrò inoltre che il momento in cui si combatté a Monte Battaglia, località occupata dai partigiani in aiuto agli americani, poteva essere il punto di svolta dell'intera campagna d'Italia, con l'accerchiamento delle forze tedesche impegnate sull'Adriatico.
La progettata marcia su Vienna attraverso Lubiana rimase un sogno e l'idea del premier inglese di influire sulle sorti dell'Europa centrale e orientale divenne una chimera. Nondimeno, l'offensiva della Linea Gotica, conclusasi con lo sbarco britannico in Grecia, ebbe conseguenze che durano ancora oggi.
Lo studio incessante dei documenti, l'assidua frequentazione degli archivi inglesi e tedeschi, l'acquisizione di materiale e memorialistica originale dei combattenti di ogni fronte, la raccolta per decenni di innumerevoli opere relative alla campagna d'Italia lo portarono a sviluppare una particolare competenza sull'argomento.

## Opere
- Conoscere la Valmarecchia, Rimini, Edizioni "il Ponte", 1977.
- Offensiva della Linea Gotica. Autunno 1944, Bologna, Guidicini e Rosa Editori, 1980.
- Rimini-San Marino '44. La battaglia della Linea Gialla, Repubblica di San Marino, Amedeo Montemaggi, 1983.
- San Marino nella bufera- 1943-44 Gli anni terribili, Repubblica di San Marino, Arti Grafiche della Balda (RSM), 1984.
- Savignano '44. Dal Rubicone a Bologna, Rimini, Amedeo Montemaggi, 1985.
- La Linea Gotica, Roma, Edizioni Civitas, 1985 - 1990.
- Pianeta Valmarecchia, Rimini, Edizioni "il Ponte", 1988.
- Linea Gotica avamposto dei Balcani, Roma, Edizioni Civitas, 1993.
- 16 agosto 1944. Tre Martiri, Rimini, ANPI, 1995.
- Linea Gotica. The Gothic Line (bilingue), coautore William McAndrew, Tavullia, Comune di Tavullia, 1997.
- Gemmano. La Cassino dell'Adriatico. The Cassino of the Adriatic (bilingue), introd. di John Strawson, Rimini, Amedeo Montemaggi, 1998.
- Linea Gotica 1944. La battaglia di Rimini e lo sbarco in Grecia decisivi per l'Europa sud-orientale e il Mediterraneo, Rimini, Museo dell'aviazione di Rimini, 2002.
- Linea Gotica 1944. Scontro di civiltà. Un'ora grave e decisiva per tutta l'Umanità...da cui dipende la sorte della civiltà cristiana (Pio XII), Rimini, Museo dell'aviazione di Rimini, 2006.
- Clausewitz sulla Linea Gotica. Come la superiore tattica tedesca riuscì a bloccare l'attacco dei soverchianti eserciti alleati, Imola, Gabriele Angelini Editore, 2008, ISBN 978-88-87930-37-5.
- I Tre Martiri. 16 agosto 1944, Rimini, Panozzo Editore, 2009, ISBN 978-88-7472-128-3.
- Itinerari della Linea Gotica 1944. Guida storico iconografica ai campi di battaglia, Rimini, Museo dell'aviazione di Rimini, 2010.